# Thismia hyalina
Thismia hyalina là một loài thực vật có hoa trong họ Burmanniaceae. Loài này được (Miers) Benth. & Hook.f. ex F.Muell. miêu tả khoa học đầu tiên năm 1891.